# 滿天裡亮晶晶的星星
《滿天裡亮晶晶的星星》是白先勇早期的短篇小說，於1969年在《現代文學》第三十八期發表。後來收錄於小說集《臺北人》中。小說講述關於一個發生在男同性者群體的故事，作者用獨特的小說技巧去述說一個同性戀者的悲慘際遇。作家歐陽子認為這小說是《臺北人》裡較難懂的其中一篇，讀者需要是對同性戀世界有一定程度認識，才能透徹理解。

## 內容簡介
故事講述關於一個在新公園荷花池邊的男同性者群體的故事。
故事主角是被稱為「祭春教教主」的朱燄，他身材高大瘦削，在三十年代是上海明星公司的紅星。1930至1932年是默片的年代，這三年時他紅透上海，曾在《三笑》裡飾演主角唐伯虎。他是南方人，不會說國語，在有聲片時代來到時，他便沒落了。演《洛陽橋》時一敗塗地，被人認定藝術生命己死亡。
朱燄之後轉到幕後當導演，本來可成為名導演，只因常酗酒和一身傲氣，得失很多明星，所以沒法導演一流的片子。他曾經遇到一個很有潛質的男演員姜青，傾家蕩產的重拍《洛陽橋》，為了指導姜青，曾經把他的臉上打出了五條血印。結果重拍的《洛陽橋》十分成功，大受觀眾歡迎。但是，姜青之後和林萍相戀，兩人在朱燄送的跑車上發生嚴重意外，林萍被拋到地上但未受傷，姜青在跑車中被燒成焦炭。
經過歲月洗禮，青春已逝、容顏不再俊美、白髮蓬蓬的朱燄，經常留連於台北的新公園，成為荷花池邊的男同性者群體的「爺爺輩」。有一次，他酒醉後，追纏著一個男長得標緻的學生，強行將男生摟入懷裡，結果被警察以風化罪拘捕，在獄中受了不少苦。朱燄再出現時，和一個樣貌姣好但瘸腿的小么兒在一起。

## 小說人物
| 人物   | 簡介 |
| 朱燄   | 綽號教主，南方人，在默劇的三十年代紅遍上海，後來轉當導演。重拍《洛陽橋》大受歡迎，但他在姜青死後意志消沉，後來成為新公園群體的爺爺輩。                                             |
| 姜青   | 被朱燄賞識的男演員，因《洛陽橋》而走紅。之後和林萍相戀，在一次車禍中被燒死。 |
| 林萍   | 和姜青相戀，兩人遇上車禍但她沒有受傷，之後成了大紅的明星。 |
| 阿雄   | 新公園群體成員，體格強健，天生一武俠明星的樣子。 |
| 黑美郎 | 新公園群體成員，身高只有五呎五吋，但自以為是個大美人，將來要闖到好萊塢。他喜歡留連那些老導演的家，拜他們的太太做乾娘。在莫老頭導演的《春曉》裡撈到了一個角色，初上鏡頭便得意忘形。 |